# M1 Abrams
El M1 Abrams es un carro de combate principal producido en Estados Unidos por General Dynamics. Constituye el principal medio blindado del Ejército estadounidense, de su Cuerpo de Marines y de los ejércitos de Egipto, Kuwait, Arabia Saudí y Australia. Recibe su nombre en homenaje al general Creighton Abrams, comandante en jefe de las tropas estadounidenses en Vietnam de 1968 a 1972, y jefe de Estado Mayor del Ejército de los Estados Unidos de 1972 a 1974. Es un vehículo bien armado y fuertemente blindado, diseñado para la guerra acorazada moderna. Las características más notables del M1 Abrams incluyen el uso de un motor basado en una potente turbina de gas, la adopción de un sofisticado blindaje compuesto, y un novedoso sistema de almacenaje de las municiones en compartimentos especiales que, en caso de explosión, redirigen la fuerza hacia el exterior, multiplicando las probabilidades de supervivencia de la tripulación. Con un peso de unas 68 toneladas, es uno de los tanques más pesados que están en servicio en la actualidad.
Entró en servicio en los Estados Unidos en 1980, reemplazando al M60 Patton.
Las tres versiones principales del M1 Abrams que se han desarrollado son el M1, el M1A1 y el M1A2, incorporando un armamento, una protección y una electrónica mejorados. Estas mejoras y otras actualizaciones han permitido que este tanque siga en servicio en primera línea. El desarrollo de la versión mejorada M1A3 se dio a conocer públicamente por primera vez en 2009.
El Programa MBT-70 contribuyó a la producción del Leopard 2 y del M1 Abrams. Otros carros de combate principales son el Challenger 2 y el Merkava Mark IV.

## Historia

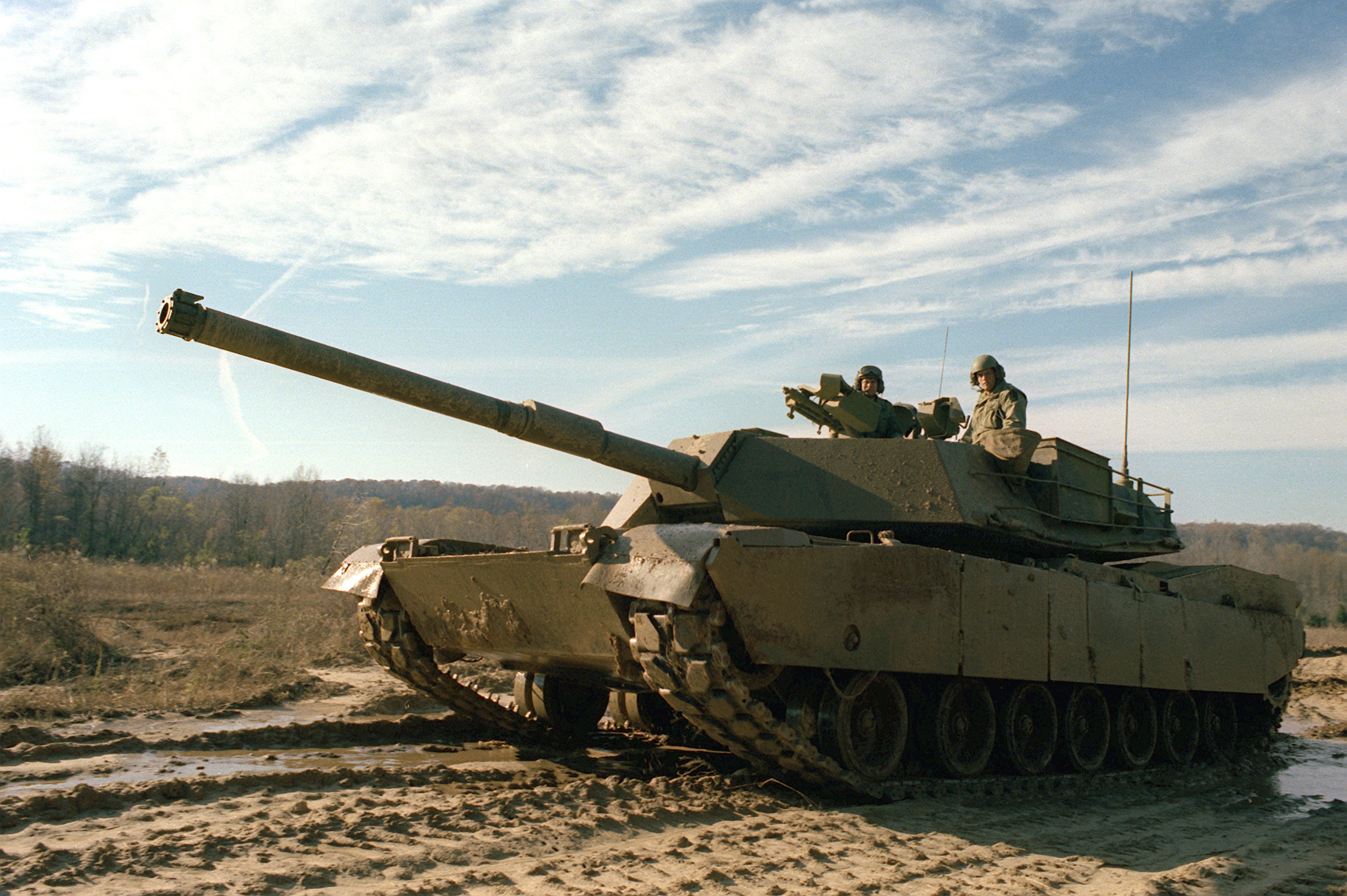
Vista frontal izquierda del prototipo XM1 Abrams en 1979.

El primer intento de reemplazar el tanque M60 Patton, que empezó a usarse en 1960, fue el MBT-70, desarrollado conjuntamente por los Estados Unidos y Alemania Occidental en la década de 1960. El MBT-70, que estuvo en condiciones de ser probado en 1968, incorporaba avances como una suspensión neumática ajustable en altura y un chasis muy bajo, con el conductor ubicado en la torre. Tras el fin de este proyecto, el Ejército de Estados Unidos inició el desarrollo del XM803, recuperando tecnologías del MBT y suprimiendo algunas características problemáticas. El resultado fue un tanque costoso para al final obtener una capacidad solo similar a la del M60.
El Congreso canceló el MBT-70 en noviembre y el XM803 en diciembre de 1971, y redistribuyó los fondos al XM815, posteriormente renombrado como XM1 Abrams en honor del general Creighton Abrams. Los prototipos fueron repartidos en 1976 por Chrysler Defense, y General Motors los armó con el cañón Royal Ordnance L7 de 105 mm, construido con licencia, que también fue colocado al prototipo del Leopard 2 '2K' para comparar su rendimiento. El diseño de Chrysler Defense con motor de turbina fue seleccionado para su desarrollo como M1. Chrysler contaba con una experiencia significativa diseñando vehículos con motores de turbina desde los años 50. En febrero de 1982, General Dynamics Land Systems (GDLS) compró Chrysler Defense, después de que Chrysler hubiera construido unos 1.000 tanques M1.
Entre 1979 y 1985 se produjeron 3273 tanques M1 Abrams. Comenzó a estar en servicio en el Ejército de los EE. UU. en 1980. A la producción en la fábrica de tanques del gobierno, gestionada por GDLS, de Lima, Ohio, se le unió la producción en la fábrica de arsenales y tanques de Warren, Míchigan, entre 1982 y 1996.  El Comando del Laboratorio del Ejército de Estados Unidos (U.S. Army Laboratory Command, LABCOM), bajo la supervisión del Laboratorio de Investigación del Ejército de Estados Unidos (U.S. Army Research Laboratory, ARL) estuvo muy involucrado en el diseño del blindaje del M1A1, la munición antiblindaje M829A2 y en la mejora del rango del cañón. El M1 fue armado con el cañón Royal Ordnance L7 de 105 mm, construido con licencia. El tanque tuvo el primer blindaje Chobham. Consistía en una combinación de placas de metal, bloques de cerámica y un espacio vacío.
En 1986 comenzó a producirse una versión actualizada, el M1A1 Abrams, que llevaba: el cañón de ánima lisa M256 de 120 mm desarrollado por la empresa Rheinmetall AG de Alemania para el tanque Leopard 2; un blindaje mejorado con uranio empobrecido y otros materiales clasificados; y un sistema de protección NBQ.
La versión mejorada M1A2 llevaba: un visor térmico independiente para el comandante, una estación de armamento, un equipo de navegación y posicionamiento y un equipo completo digital de controles y pantallas con un bus de datos. Estas mejoras también le proporcionaron al M1A2 un sistema mejorado de control de incendios. El M1A2 también contaba con: Conjunto de Mejoras de Sistema (System Enhancement Package, SEP), el sistema de comunicaciones Linux para el comandante Brigada de Comando de Combate Inferior de la Fuerza XXI  (Force XXI Battle Command Brigade and Below, FBCB2) y un sistema de refrigeración mejorado para compensar el calor generado por los sistemas informáticos. El SEP del M1A2 también servía como base para vehículo lanzapuentes M104 Wolverine. El SEPv2 (la versión 2) del M1A2 tenía también el apoyo del Puesto de Control Remoto Común de Armas (Common Remotely Operated Weapon Station, CROWS o CROWS II), pantallas en color, interfaces mejoradas, un nuevo sistema operativo, un mejor blindaje frontal y lateral y una transmisión mejorada para una mayor durabilidad. Entre las mejoras posteriores estuvieron la eliminación del blindaje con uranio empobrecido para todas las versiones, una revisión del sistema de los A1 para que volviesen a estar como nuevos (M1A1 AIM), un conjunto de mejoras digitales para el A1 (M1A1D), un programa logístico para estandarizar componentes entre el Ejército y los Marines (M1A1HC) y una mejora electrónica para el A2 (M1A2 SEP). En 2009 se hizo pública la nueva variante mejorada M1A3.
Entre 1986 y 1992 se produjeron unos 5000 tanques M1A1 Abrams. Se han producido unos 9000 tanques de los tipos M1 y M1A1, con un coste de unos 4,3 millones de dólares la unidad. En 1999 el coste de cada tanque aumentó a 5 millones de dólares. En 2011 oficiales del Ejército comunicaron que no eran necesarios más tanques y el Congreso propuso cesar la producción hasta 2016. No obstante, en 2012, 173 congresistas mostraron su aprobación a continuar con el programa de producción del Abrams.

### Guerra del Golfo

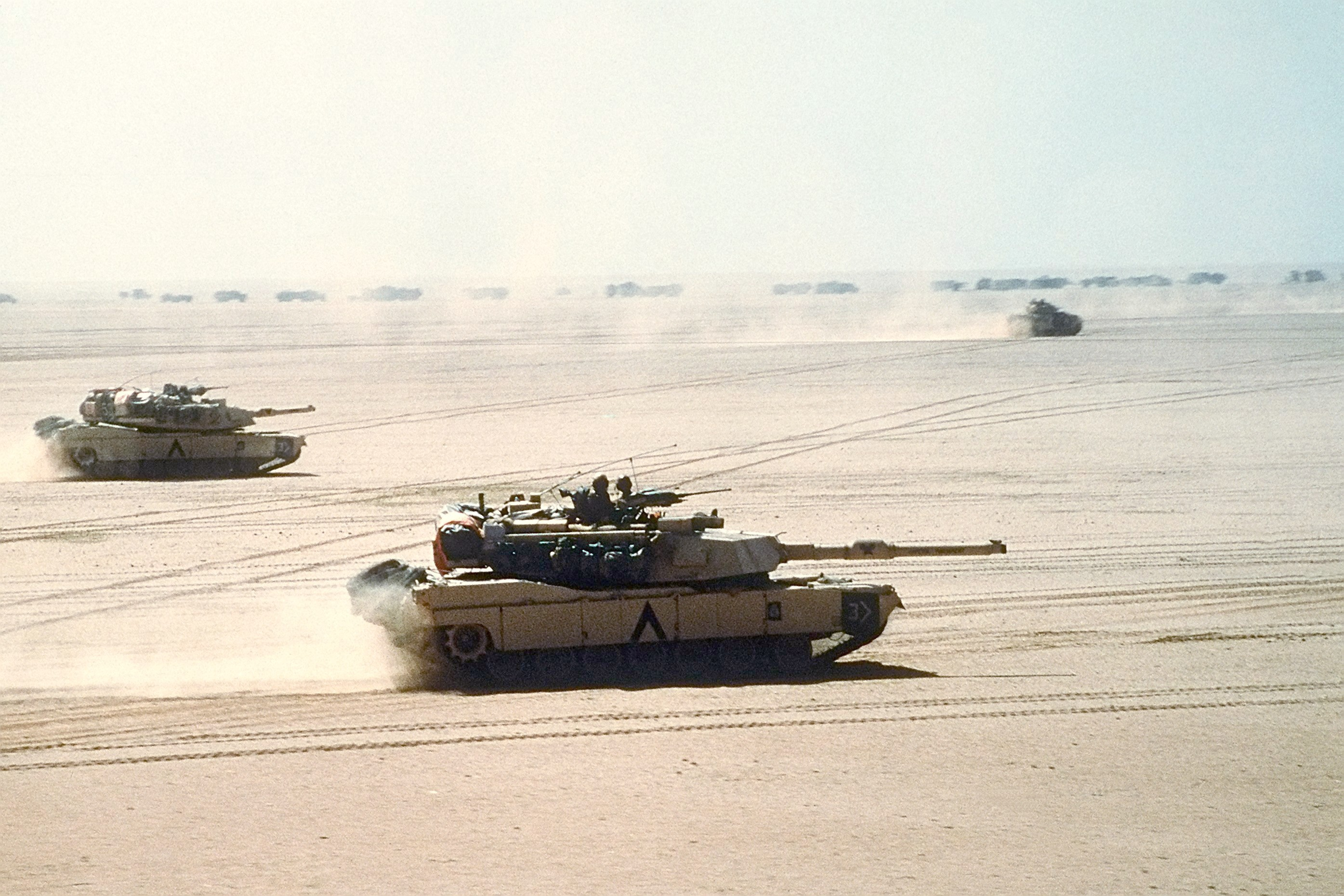
Tanques M1A1 Abrams durante la Guerra del Golfo.

El tanque Abrams permaneció sin usarse en combate hasta la Guerra del Golfo de 1991, en la Operación Tormenta del Desierto. Se enviaron 1.848 tanques M1A1 a Arabia Saudí para participar en la liberación de Kuwait. El M1A1 fue superior a los tanques de la era soviética T-55 y T-62 de los iraquíes, así como de los T-72 importados de la Unión Soviética y Polonia. Los oficiales polacos declararon que ningún tanque T-72, fabricado con licencia y apodado León de Babilonia, fue terminado antes de la destrucción de la fábrica iraquí de Taji en 1991. El T-72, al igual que la mayoría de los diseños soviéticos exportados, no tenía sistemas de visión nocturna ni los modernos telémetros, aunque había algunos tanques que podían luchar de noche con sistemas infrarrojos antiguos o con reflectores. Durante la guerra 23 M1A1 fueron destruidos o dañados. De los nueve tanques Abrams destruidos, siete fueron destruidos por fuego amigo y dos fueron destruidos a propósito para evitar que fuesen capturados tras ser dañados.
El M1A1 fue capaz de eliminar objetivos en rangos de más de 2500 metros. Este rango fue crucial en el combate contra generaciones anteriores de tanques de diseño soviético en la Operación Tormenta del Desierto, al tener los tanques iraquíes de origen soviético un rango de efectividad de menos de 2.000 metros. Esto significa que el tanque Abrams podía dañar a los tanques iraquíes con una ventaja decisiva en el combate. En los accidentes por fuego amigo, el blindaje delantero del tanque de la torre persistieron a los proyectiles perforadores de blindaje estabilizado por aletas con casquillo desechable sabot (armor-piercing fin-stabilized discarding-sabot, APFSDS) de los M1A1. Este no fue el caso del blindaje lateral de la barcaza del tanque y del blindaje trasero de la torre, que fueron dañados en dos ocasiones en disparos accidentales con munición con uranio empobrecido durante la batalla de Norfolk.
Durante las operaciones Escudo del Desierto y Tormenta del Desierto algunos tanques M1IP y M1A1 fueron modificados en la zona de guerra añadiéndoseles un blindaje homogéneo laminado soldado en la parte frontal de la torre. El M1 puede ser equipado con arados de minas y rodillos de minas añadidos.

### Guerra de Irak
Se observaron más combates durante 2003 cuando las fuerzas estadounidenses invadieron Irak y depusieron al líder baazista iraquí Saddam Hussein en la Operación Libertad Iraquí de la Guerra de Irak. A partir de marzo de 2005, tuvieron que retirarse aproximadamente 80 tanques Abrams debido a los ataques enemigos. 63 tanques fueron reparados y 17 fueron dañados sin posibilidad de reparación, 3 de los cuales a principios de 2003.
Un logro de los M1A1 fue la destrucción de siete T-72 en una escaramuza cerca de Mahmoudiyah, a unos 29 kilómetros al sur de Bagdad, sin ninguna baja estadounidense.
Varios tanques Abrams que fue fueron dañados por fuego amigo, usualmente por otros tanques Abrams y no pudieron ser reparados debido a la pérdida de movilidad y a otras circunstancias, fueron destruidos para evitar su captura. Algunos tanques Abrams fueron desactivados por soldados de la infantería iraquí en emboscadas durante la invasión. Algunas tropas emplearon cohetes antitanque de corto alcance y disparos a las cadenas y a las partes trasera y superior del tanque. Otros tanques quedaron fuera de combate por incendios en los motores cuando el combustible inflamable almacenado externamente en los bastidores de las torre fue alcanzado por armas pequeñas y se derramó en el compartimento del motor. La mayoría de los tanques Abrams dañados en la post-invasión de Irak lo fueron por artefactos explosivos improvisados. En diciembre de 2006 más de 530 tanques Abrams fueron enviados de regreso a Estados Unidos para su reparación.
Debido a la vulnerabilidad de los tanques en combate urbano, a algunos tanques Abrams se les colocó un conjunto de supervivencia urbano para tanques (Tank Urban Survival Kit, TUSK). Este le agregó protección en la parte trasera y lateral al tanque para mejorar su capacidad de combate en entornos urbanos.
En mayo de 2008, se informó de que el tanque estadounidense M1 había sido dañado en Irak por un lanzacohetes RPG-29 de la insurgencia, que tenía una ojiva HEAT con carga en tándem que podía atravesar blindajes reactivos y blindajes compuestos. Estados Unidos consideró que la amenaza del RPG-29 para aquel blindaje estadounidense era alta y se negaron a permitir que el recién formado ejército iraquí lo comprara, por temor a que cayera en manos de los insurgentes.

### Ejército de Irak

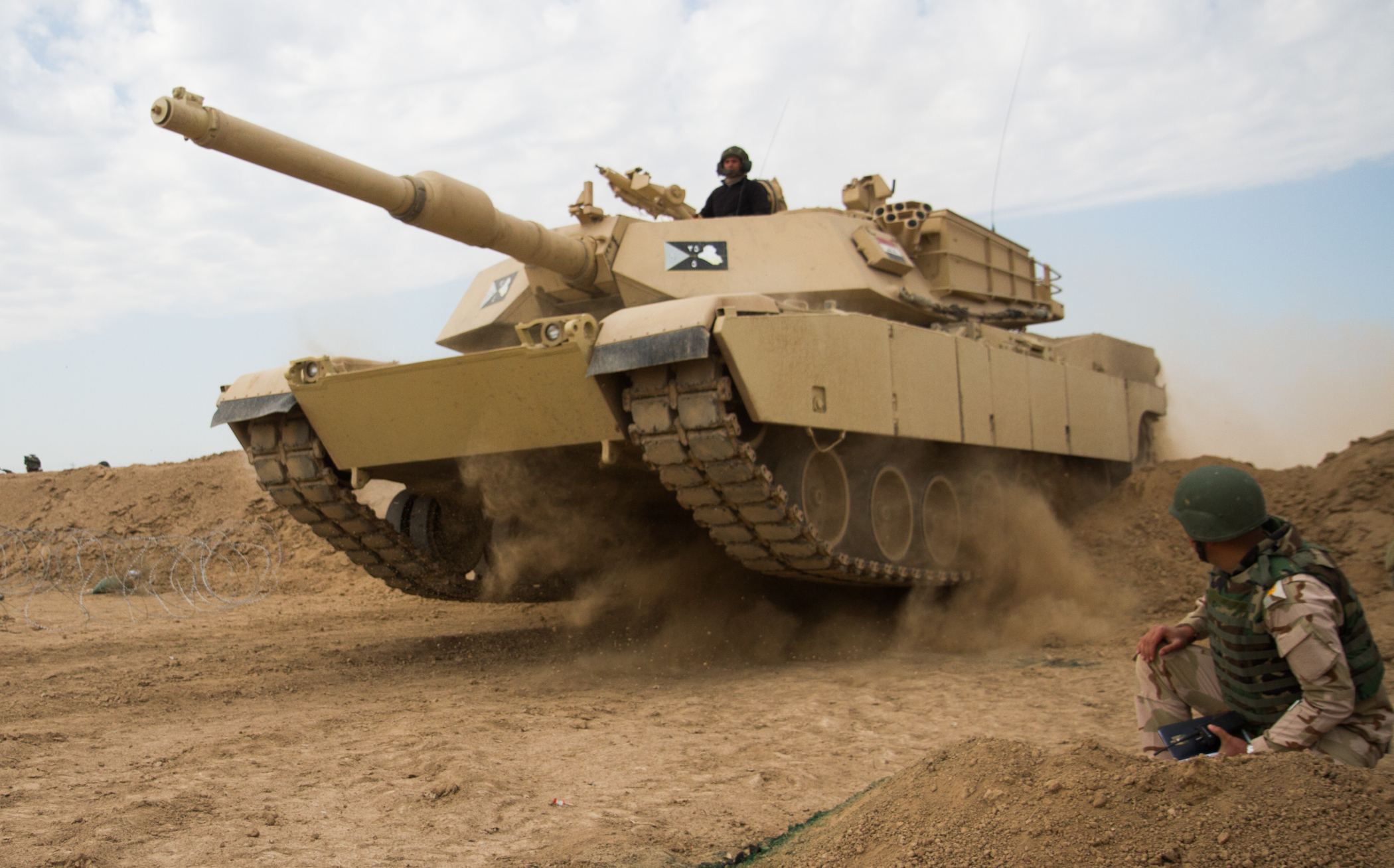
Un tanque M1 Abrams en servicio en el Ejército de Irak

Entre 2010 y 2012 Estados Unidos le suministró 140 tanques M1A1 Abrams reacondicionados a Irak. A mediados de 2014 combatieron con ellos cuando el Estado Islámico realizó su ofensiva de junio de 2014 en el norte de Irak. En tres meses, un tercio de los tanques Abrams del ejército iraquí fueron dañados o destruidos por el Estado Islámico y algunos fueron capturados por las fuerzas enemigas. En diciembre de 2014, el ejército iraquí solamente tenía 40 tanques Abrams operativos. Ese mes, el Departamento de Estado de Estados Unidos aprobó la venta de otros 175 tanques Abrams a Irak.
El grupo chiita iraquí respaldado por Irán Kataeb Hezbolá informó de que utilizaba el tanque M1 Abrams e hizo propaganda mostrando a los tanques siendo transportados por camiones para tomar parte en la batalla de Mosul. No se sabe si los tanques fueron capturados al Estado Islámico, confiscados del ejército iraquí o entregados.
Un Abrams operado por iraquíes fue apodado "La Bestia" después de convertirse en el único tanque operativo que quedó cuando se recuperó la ciudad de Hit en abril de 2016, habiendo destruido posiciones de combate enemigas y emplazamientos con artefactos explosivos improvisados.
En octubre de 2017 el tanque Abrams fue usado por las Fuerzas de Seguridad Iraquíes y las Unidades de Movilización Popular (también llamadas Al-Hashd al-Shaabi) en un asalto contra el gobierno regional del Kurdistán peshmerga en la ciudad de Altun Kupri (también llamada Prde). Los comandantes kurdos dijeron que al menos un tanque Abrams había sido destruido por los peshmerga.

### Guerra de Afganistán
Estos tanques pueden tener una utilidad limitada en Afganistán debido al terreno montañoso, aunque en Canadá y Dinamarca se han desarrollado los tanques Leopard 1 y 2 MBT que han sido modificados específicamente para operar en las zonas áridas y relativamente lisas del suroeste de Afganistán. A finales de 2010, tras una solicitud del Comando Regional del Suroeste, el Cuerpo de Marines de Estados Unidos desplegó un pequeño destacamento de 14 tanques M1A1 Abrams de la Compañía Delta, el Primer Batallón de Tanques y la Primera División de la Marina (Delantera) al sur de Afganistán en apoyo de las operaciones en las provincias de Helmand y Kandahar.

### Bosnia-Herzegovina y Kosovo
En el Conflicto de los Balcanes la OTAN empleó tanques M1 Abrams estadounidenses, Leopard 1 alemanes y Challenger 1 y 2 británicos en Bosnia y Herzegovina. En las operaciones de mantenimiento de la paz que tuvieron lugar en Kosovo en 1999 la OTAN empleó tanques M1 Abrams estadounidenses, Leopard 1 daneses, Leopard 2 alemanes, Challenger 2 británicos y Leclerc franceses.

### Guerra civil de Yemen
Los tanques saudíes Abrams entraron en combate en la Guerra Civil Yemení de 2015, donde se utilizaron M1A2 contra los rebeldes hutíes. En agosto de 2016, Estados Unidos aprobó un acuerdo para vender hasta 153 tanques Abrams más a Arabia Saudita, incluidos veinte «reemplazos de daños de batalla», lo que sugiere que algunos Abrams de Arabia Saudita habían sido destruidos o gravemente dañados en combate en Yemen.

### Guerra ruso-ucraniana
El 24 de enero de 2023, el presidente de Estados Unidos Joe Biden dijo que su país enviaría 31 tanques M1 Abrams a Ucrania, afirmando que tenía como objetivo «mejorar la capacidad de Ucrania para defender su territorio y lograr sus objetivos estratégicos» y «no era una amenaza ofensiva para Rusia». El plan de transferencia de tanques a Ucrania fue aprobado como parte de un paquete de apoyo más amplio. La portavoz del Pentágono, Sabrina Singh, precisó que los tanques serían la variante M1A2; sin embargo, como no había exceso de ellos en las existencias estadounidenses, se comprarían a través de la Iniciativa de Asistencia para la Seguridad de Ucrania (USAI) y su fabricación y entrega podrían tardar hasta dos años. También reconoció los desafíos que supone el entrenamiento de tripulaciones de tanques ucranianos y el mantenimiento de los tanques en Ucrania. En marzo de 2023, el Pentágono anunció que, para acelerar la entrega, las variantes más antiguas del M1A1 se retirarían de las existencias del Ejército y se reacondicionarían para su entrega en otoño. Este cambio también garantizaría que las entregas a los aliados de Estados Unidos de nuevos M1A2 no se verían interrumpidas.

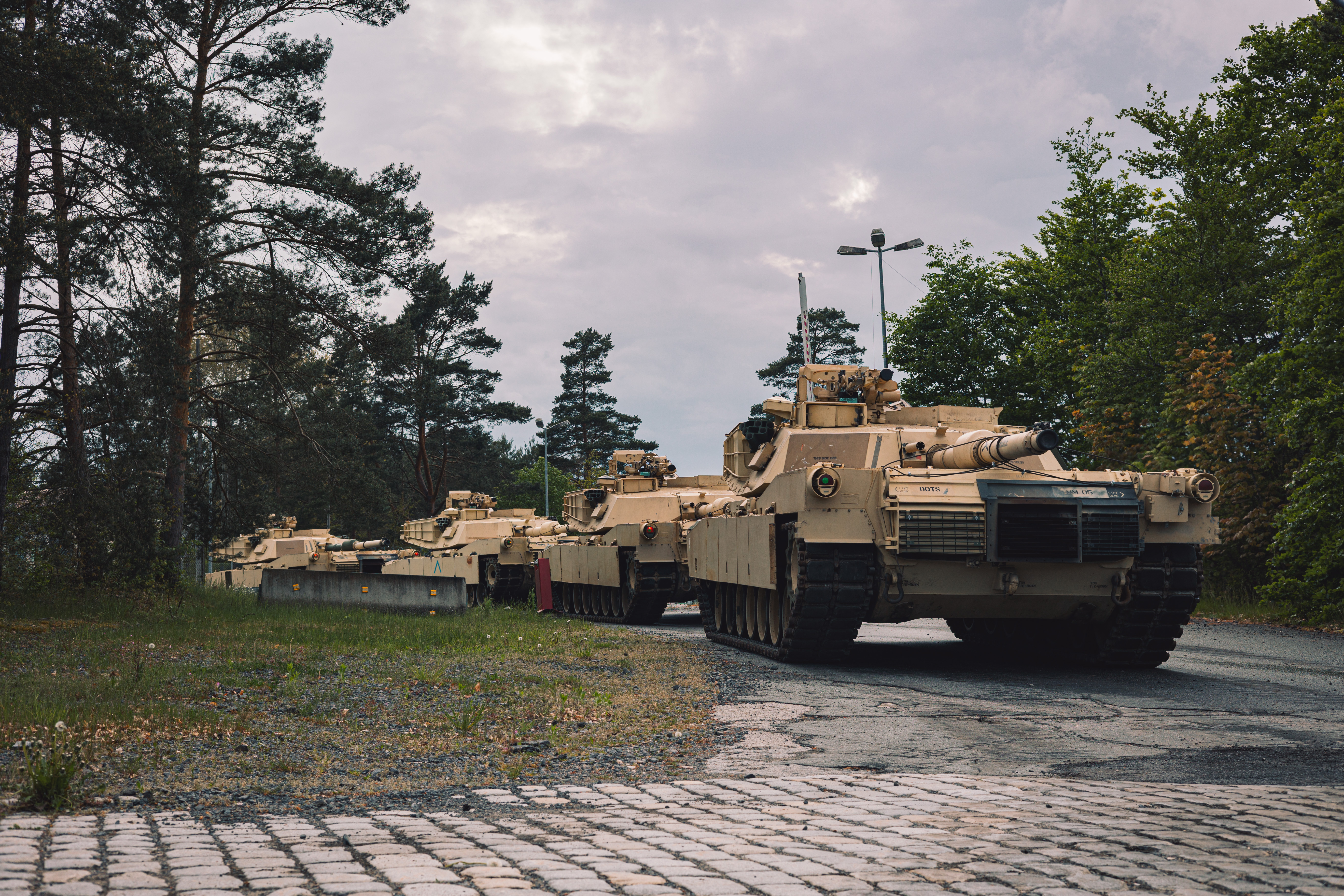
Llegada a Alemania de un lote de carros de combate M1A1 Abrams con destino a Ucrania

El 25 de septiembre de 2023, el presidente ucraniano Volodímir Zelenski anunció la llegada del primer lote de treinta y un tanques M1 Abrams prometidos por Estados Unidos a Ucrania, sin especificar su número, aunque Politico informó que eran diez. Estos vehículos son antiguos tanques del Cuerpo de Marines de los Estados Unidos, del lote inicial de treinta y uno, que se espera que sean enviados «durante el otoño». También se esperan más Abrams en los próximos meses.
Las primeras imágenes de un M1A1 en uso en combate en el Ejército ucraniano aparecieron en línea en noviembre de 2023, mostrando un M1A1 cerca Kupiansk.
El 26 de febrero de 2024, los rusos destruyeron un M1A1 en Ucrania cerca de Avdíivka. En una de las imágenes divulgadas por los rusos se aprecia al tanque con fuego en la parte posterior de la torreta, por lo que se podría especular que el blindado fue alcanzado por un dron kamikaze en el compartimiento de almacenamiento de munición, lo que indica que la munición había detonado. Se desconoce si las fuerzas ucranianas fueron capaces de recuperarlo o si los rusos podrían haberlo capturado.
El 3 de marzo de 2024, el Ejército ruso destruyó un segundo M1A1 cerca del pueblo de Berdychi, en los alrededores de Avdíivka. En un vídeo aparentemente grabado por un dron de observación se puede apreciar el tanque, con importantes daños y abandonado junto a un segundo vehículo blindado, un M1150 ABV (vehículo blindado basado en el Abrams modificado para cumplir tareas de apertura de brechas en campos de minas) también destruido y abandonado.
El 5 de marzo de 2024, el ejército ruso destruyo un tercer M1A1, en las afueras del pueblo Berdichy una localidad al noroeste de Avdíivka. En un vídeo grabado por un dron de observación y luego difundido por el ministerio de defensa ruso se puede apreciar un M1A1 destruido y calcinado junto a un vehículo de combate de infantería M2A2 Bradley ambos de fabricación estadounidense. Según informó el Ministerio de Defensa de Rusia el tanque fue destruido por un único disparo de un carro de combate ruso T-72B3. Para finales de marzo de 2024, se había confirmado visualmente la destrucción de al menos cuatro tanques cerca de Avdiivka.
Hasta el 26 de abril de 2024, Ucrania había perdido cinco Abrams, de un total de 31 tanques suministrados por Estados Unidos, durante sus apenas dos meses de servicio con la 47.ª Brigada Mecanizada. Posteriormente los tanques fueron retirados del frente de combate, según funcionarios de Defensa de Estados Unidos, porque: «no hay terreno abierto por el que puedan cruzar sin temor a ser detectados». El uso por parte de los rusos de drones cazadores-asesinos ha hecho que sea «demasiado difícil» operar los tanques en el campo de batalla actual con «terreno embarrado que dificulta la maniobrabilidad». Los tanques suministrados también eran más antiguos (habían entrado en servicio en 1986), las versiones de «exportación» con blindaje estadounidense clasificado fueron retiradas antes de ser enviados a Ucrania. Con el objetivo de prevenir o reducir cualquier posibilidad de que la tecnología encontrada en cualquier Abrams capturado fuera analizado para extraer las últimas tecnologías estadounidenses.

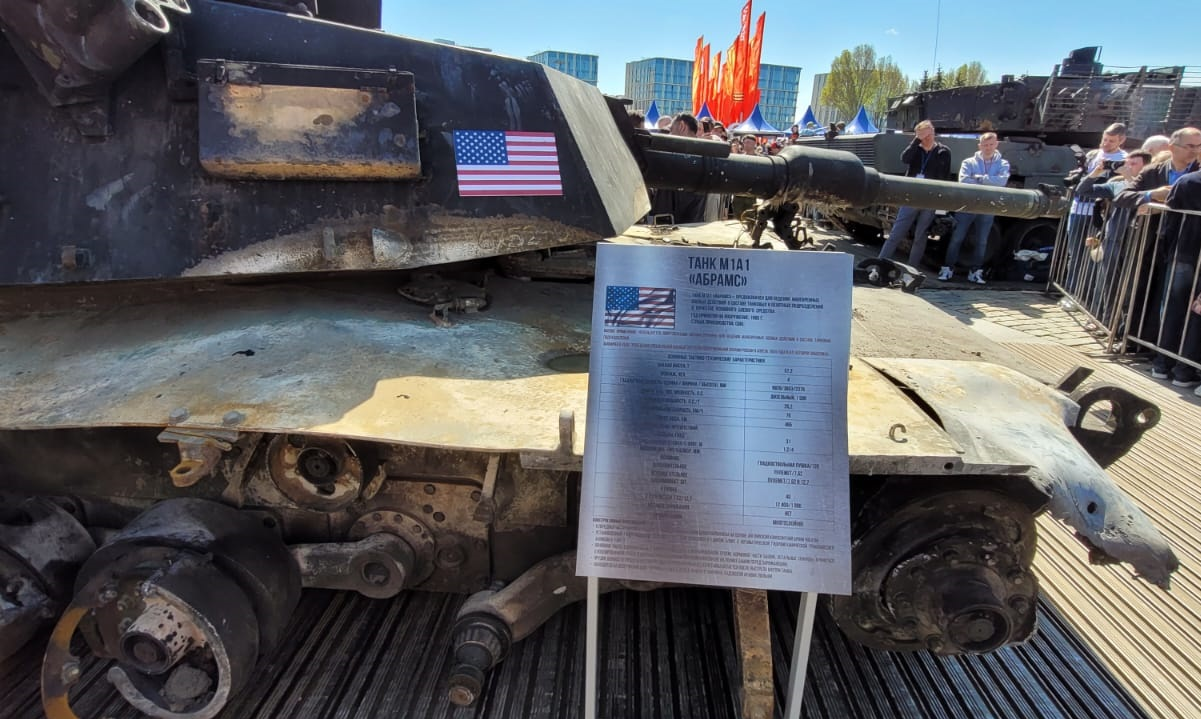
Un M1A1 Abrams capturado por el Ejército ruso, en exhibición en la colina Poklónnaya (Moscú) el 1 de mayo de 2024

El 1 de mayo de 2024, en una exposición en Moscú dedicada a la celebración del Día de la Victoria, se exhibió uno de los tanques M1A1 Abrams ucranianos perdidos en combate y posteriormente recuperado por las Fuerzas Terrestres de Rusia. Según informó la Agencia de Noticias TASS, entre el material militar presente en la exposición se encuentra «… vehículo de combate M2 Bradley, M113 y MaxxPro, el BMC Kirpi de fabricación turca, el Mastiff de fabricación británica, el vehículo de combate CV 90 de Suecia y muchos otros capturados por los militares rusos durante la operación militar especial»
Una imagen publicada el 14 de septiembre confirmó que las tropas rusas habían capturado otro tanque M1A1 Abrams del ejército ucraniano. El tanque fotografiado integra el blindaje reactivo explosivo soviético Kontakt-1 y otras medidas de protección adicionales añadidas en el país. El tanque parece haber sido inutilizado.
Para octubre de 2024, según el sitio web neerlandés de análisis de defensa de inteligencia de fuentes abiertas (OSINT), Oryx, Ucrania había perdido al menos dieciséis, de los treinta y un tanques M1 Abrams entregados hasta la fecha, en combate contra las tropas rusas (ocho destruidos, siete dañados y abandonados y uno dañado pero presumiblemente recuperado), al menos un tanque M1 fue capturado por el Ejército ruso.
El 17 de octubre, el Gobierno australiano anunció que donará 49 tanques M1A1 Abrams a Ucrania para combatir «la invasión ilegal e inmoral» de Rusia. Estos carros de combate fueron dados de baja por el Ejército australiano, que los sustituirá por los más modernos M1A2.

## Características

### Contramedidas

#### Camuflaje
El Ejército de los Estados Unidos, puede equipar a sus tanques Abrams con el sistema de camuflaje Saab Barracuda, que brinda ocultación contra la detección de radar visual, infrarrojo, infrarrojo térmico y de banda ancha.
Los M1A1 australianos eran de color marrón desértico cuando se entregaron, pero se les puso el camuflaje estándar australiano negro, verde oliva y marrón.

#### Ocultación
La torre está equipada con dos lanzadores de granadas de humo de seis cargas (los USMC M1A1 usan una versión de ocho cargas). Estos pueden crear un humo espeso que bloquea la visión y la imagen térmica. El motor también está equipado con un generador de humo que puede ser accionado por el conductor.  Cuando se activa, el combustible se pulveriza en el escape de la turbina caliente, creando el humo espeso. Sin embargo, debido al cambio de diésel como combustible principal para el uso de JP-8, este sistema está desactivado en la mayoría de los Abrams hoy debido a un riesgo de daño por fuego al compartimiento del motor.

#### Sistemas de protección activa

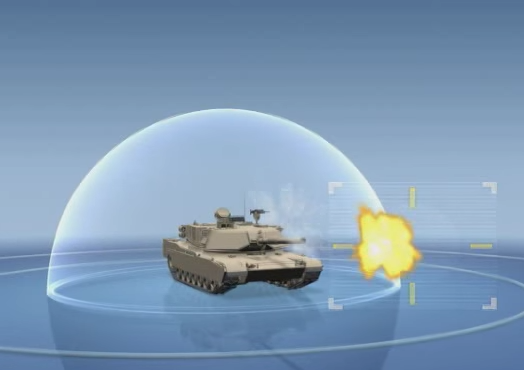
Demostración de la destrucción de un misil por el sistema Trophy.

Además del blindaje, algunos Abrams están equipados con un sistema de protección activa Softkill, el dispositivo AN/VLQ 6 de misiles contramedidas (Missile Countermeasure Device, MCD) que puede impedir el funcionamiento de los sistemas de guía de algún tipo de control semiactivo de línea de vista (SACLOS), misiles antitanque guiados de radio (como el ruso 9K114 Shturm) y misiles guiados por infrarrojos.
En 2016 el Ejército de Estados Unidos y el Cuerpo de Marines empezaron a probar el sistema de protección activo israelí Trophy para proteger sus tanques Abrams del las modernas amenazas RPG y ATGM, ya sea con interferencias (con sistemas de ATGM) o disparando pequeñas cargas que desvíen los proyectiles que vengan. El Ejército planeó tener en Europa una brigada de más de 80 tanques equipados con el sistema Trophy en 2020. Se planeó actualizar 261 tanques Abrams con este sistema, lo que son tres brigadas.

#### Blindaje

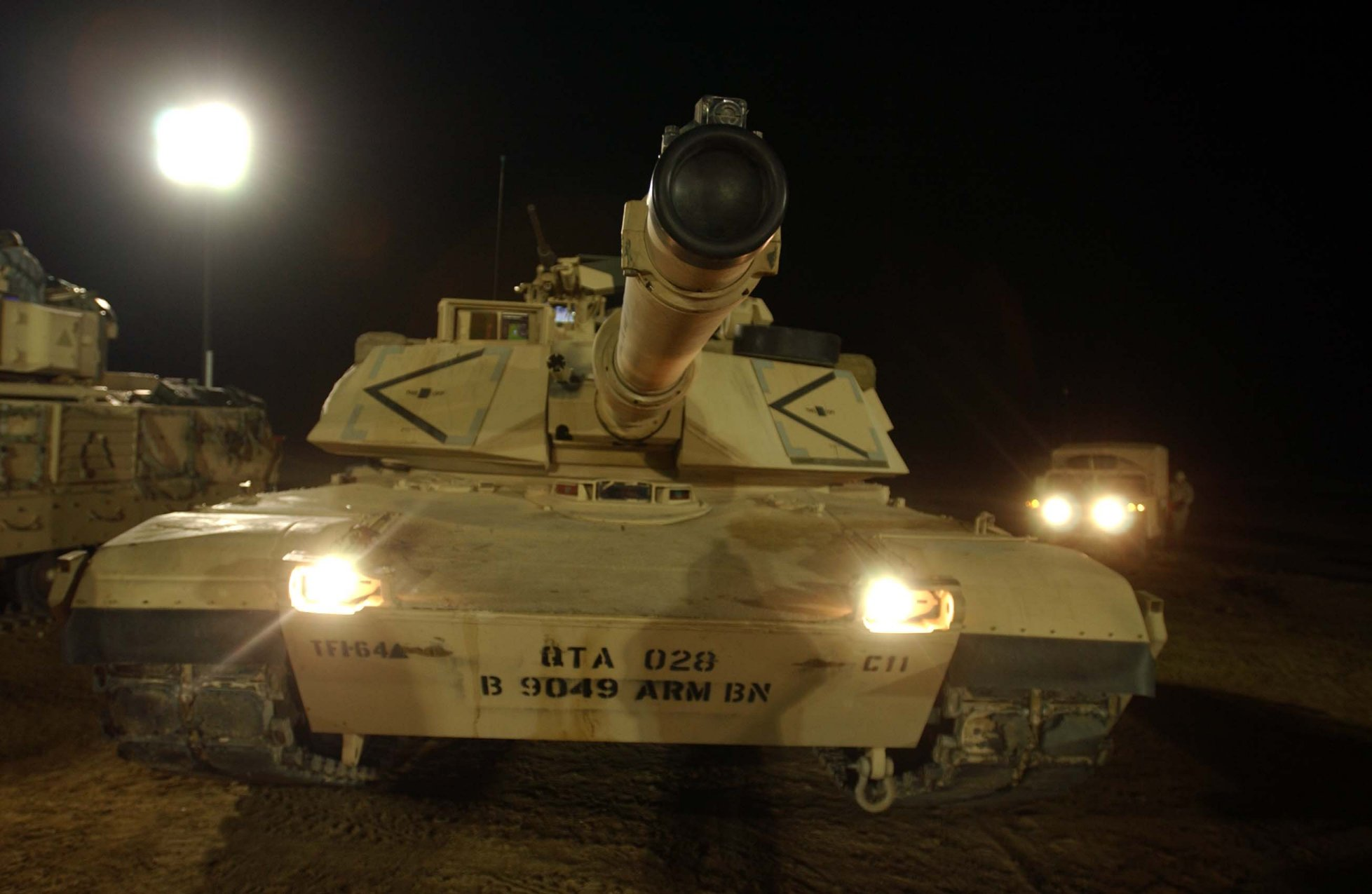
Un Abrams de noche.

En julio de 1973, representantes de Chrysler y General Motors viajaron al Reino Unido acompañados por personal del Laboratorio de Investigación Balística y por el encargado del Proyecto XM1, el general Robert J. Baer, para ver los progresos de los británicos en el desarrollo del blindaje Chobham. Ellos visitaron los procesos de fabricación requeridos para la producción del blindaje Chobham, que consiste en un placas de cerámica, bloques de cerámica y un espacio vacío; y vieron un diseño propuesto para un nuevo vehículo británico que lo utilizaba. Las cargas HEAT y Sabot pasan por las primeras capas del blindaje pero no llegan al compartimento de la tripulación. La cerámica tiene la capacidad de absorber mucho calor y recibir golpes físicos. Los gases calientes restantes y la metralla metálica se extienden o se asientan en bolsas de aire vacías. Ambos contratistas revaluaron las configuraciones del blindaje propuestas sobre la base de los datos obtenidos. Esto condujo a cambios importantes el General Motors XM1. Lo más destacado fue el cambio del blindaje de la parte frontal de la torre, que cambió de vertical a inclinado. Aparte de esto, el Chrysler XM1 conservó su forma básica, aunque se realizaron una serie de cambios. El Laboratorio de Investigación Balística tuvo que desarrollar una nueva combinación para el blindaje para adaptarse a los cambios hechos por los contratistas.
La protección del blindaje fue mejorada incorporando uranio empobrecido y otros materiales y diseños clasificados. Esto empezó a situarse en la producción del M1A1 en octubre de 1988. Este nuevo blindaje aumenta la efectividad sobre todo contra los proyectiles de energía cinética (KE) pero a costa de agregar un peso considerable al tanque, ya que el uranio empobrecido es 1.7 veces más denso que el plomo. Los primeros tanques M1A1 que fueron actualizados con esto fueron los estacionados en Alemania. Los batallones de las bases de EE. UU. que participaron en la Operación Tormenta del Desierto recibieron un programa de emergencia para actualizar sus tanques con blindajes con uranio empobrecido y todos los tanques M1A1 en servicio recibieron esa actualización estándar también. Esta variante fue designada como M1A1HA (HA por heavy armor, armadura pesada).
Para el modelo base del Abrams, Steven J. Zaloga estipuló un blindaje frontal de unos 350 mm contra proyectiles perforadores de blindaje estabilizado por aletas con casquillo desechable sabot (armor-piercing fin-stabilized discarding-sabot, APFSDS) y de 700 mm contra HEAT en M1 Abrams Main Battle Tank 1982–1992 (1993). Para el M1A1HA Zaloga estipuló un blindaje frontal de 600 mm contra APFSDS y de 1300 mm contra HEAT en M1 Abrams Main Battle Tank 1982–1992 (1993).

#### Control de daños
El tanque tiene un sistema antiincendios de halón para extinguir automáticamente los incendios en el interior del compartimento de la tripulación. El compartimento del motor tiene un sistema antiincendios que se acciona apretando un asa en forma de T en el lado izquierdo del tanque. El gas halón puede ser peligroso para la tripulación.

### Armamento

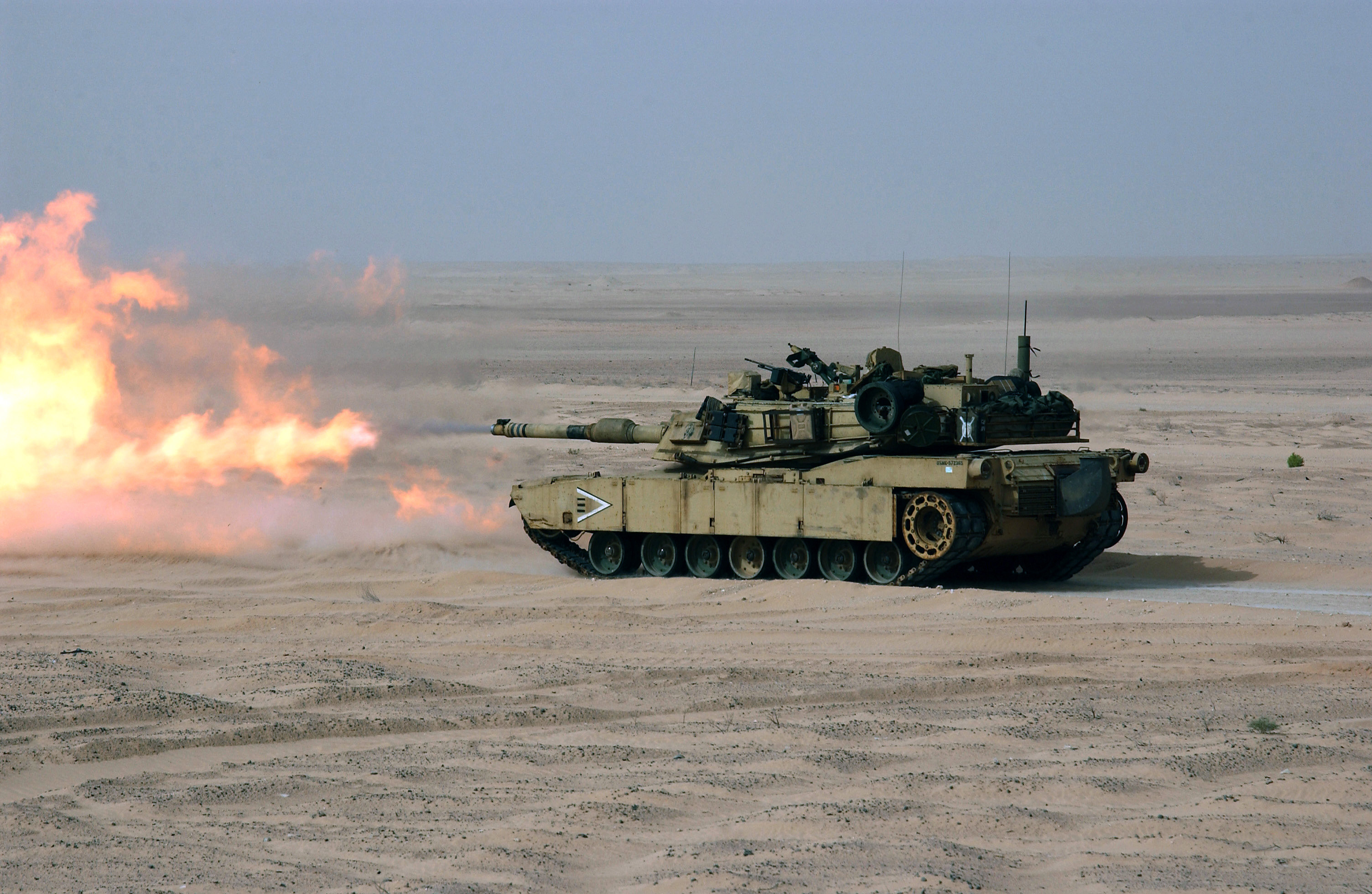
M1A1 disparando.

#### Armamento principal

##### Cañón de ánima rayada M68A1
El armamento principal del modelo original del M1 era el M68A1 de 105 mm que disparaba una amplia variedad de municiones: perforante, HEAT, fósforo blanco, y un eficiente y letal proyectil antipersonal (flechette múltiple). Este cañón es una versión construida bajo licencia del cañón británico de ánima rayada Royal Ordnance L7.
Aunque como arma principal del carro de combate de esta generación, es considerada como fiable y ampliamente usada tanto por países de la OTAN como del antiguo Bloque del Este, ya con el avance de los blindajes modernos se necesitaba un cañón capaz de destruir blancos a una distancia superior a los 3 km para enfrentarse a los nuevos carros de combate soviéticos, en cuya construcción se usaban algunas de las mejoras tecnológicas más avanzadas aplicadas al blindaje. Para conseguir hacerlo más mortífero se necesitaba incrementar la fuerza cinética del impacto y la carga frontal de embestida del perforante, aparte del diámetro del proyectil. En cuanto a precisión y penetración el M68A1 está a la par con el M256A1 a distancias de hasta 3 km, pero por encima de esa distancia los proyectiles de 105 mm carecen de la energía cinética necesaria para superar la protección ofrecida por los blindajes modernos.

##### Cañón de ánima lisa M256

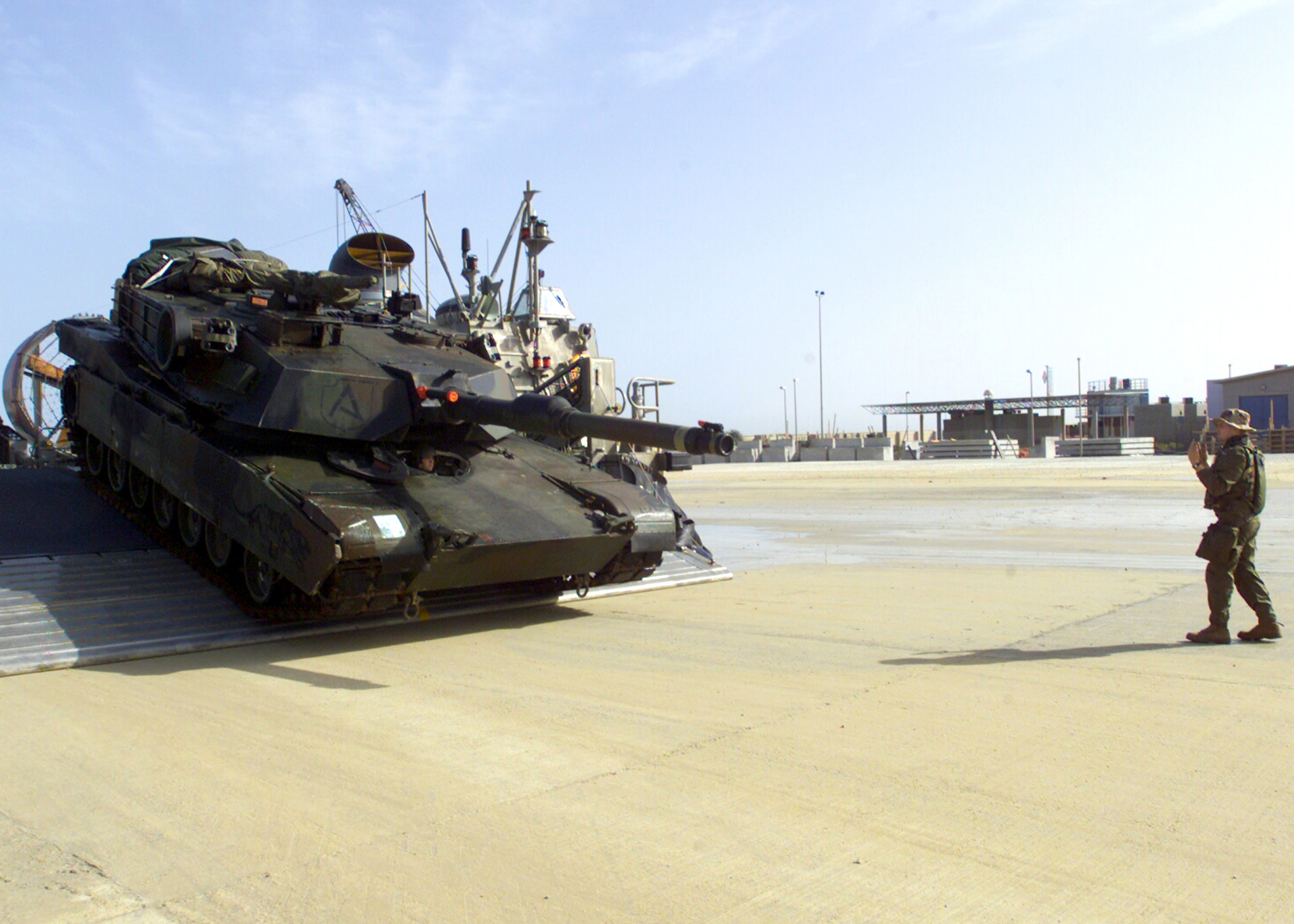
M1A1 siendo descargado de un LCAC.

El armamento principal del M1A1 y del M1A2 es el cañón M256 de 120 mm y 44 calibres de longitud (44 veces su diámetro) de ánima lisa, diseñado por Rheinmetall AG de Alemania y fabricado bajo licencia en Estados Unidos por Watervliet Arsenal, Nueva York. Es una variante del cañón Rheinmetall L/44 de 120 mm que portan los Leopard 2 alemanes en todas sus versiones hasta el Leopard 2A5. El Leopard 2A6 lleva un cañón L55 de 120 mm y 55 calibres de longitud.
El M256A1 dispara varios tipos de cargas. Dispara proyectiles M829A2 APFSDS, que fueron diseñados específicamente para enfrentarse a la amenaza de los T-90 o T-80U, dado el alto nivel de protección que a los mencionados carros les proporcionaba su blindaje compuesto y el nuevo blindaje reactivo explosivo Kontakt-5. El desarrollo de la serie M829 ha continuado y actualmente está en producción el M829A4. También puede disparar proyectiles de carga hueca HEAT como el M830 que incorpora un multimodo de detección electrónica sofisticada que le permite ser utilizado con eficacia contra vehículos blindados, el personal y los aviones de vuelo bajo; la última versión (M830A1) es un proyectil multiuso con una carga hueca para uso antiblindaje y de fragmentación para uso antipersona. Pero debido a una relativa mayor capacidad explosiva su penetración se ha visto reducida, es más, no ha demostrado ser efectivo en uso contra infantería en campo abierto por tener una capacidad explosiva insuficiente. A diferencia de los carros de construcción soviética contra los que se diseñó, el Abrams no usa un cargador automático, sino manual, ya que se considera que es más rápido y fiable, aunque dichos cargadores automáticos soviéticos han demostrado ser muy fiables y rápidos, incluso en situaciones de combate real.
El nuevo cartucho antipersona M1028 canister estuvo en servicio posteriormente a la invasión de Irak de 2003. Contiene perdigones de tungsteno 9,5 mm letales a 600 metros. Los perdigones de tugnsteno podían usarse para despejar posiciones enemigas, destruir lugares de emboscadas en áreas urbanas, despejar desfiladeros, detener ataques de infantería y contraataques y apoyar ataques de infantería amiga proporcionando fuego de cobertura. Los cartuchos canister también son efectivos para romper cercos, nivelar paredes de bloques de cemento y crear agujeros del tamaño de una persona en muros para incursiones de infantería a distancias de hasta 75 m . También puede emplearse para disminuir obstáculos la carga M830A1, diseñada para destruir obstáculos y barreras. La carga M830A1 está modificada, y en lugar de tener el fusible en la parte frontal, tiene una punta de acero para penetrar en el obstáculo antes de la detonación.
El Ejército de EE. UU. está desarrollando una nueva carga para reemplazar las M830, M830A1 y M908. La llamada carga multipropósito avanzada (Advanced Multi-Purpose, AMP) tendrá modos propios como fusible programable y varios modos de funcionamiento. Tener una carga que hace el trabajo de cuatro simplificaría la logística y podría usarse en una mayor variedad de objetivos. La AMP debe ser efectiva contra búnkeres, infantería, blindajes ligeros y obstáculos a 500 metros, y debe de poder atravesar muros de cemento armado y de derrotar a equipos de ATGM que estén a una distancia de entre 500 y 2.000 metros. Orbital ATK consiguió el contrato para la primera fase de desarrollo de la AMP XM1147 High Explosive Multi-Purpose con cartucho Tracer en octubre de 2015.
Además, la munición de medio rango con energía química (Mid-Range-Munition Chemical Energy,  MRM-CE) XM1111 también está en desarrollo. La XM1111 era una munición guiada que usaba un buscador de modo dual que combinaba la proyección de la imagen con láser infrarrojo y semiactivo. La MRM-CE fue escogida en lugar de la munición de medio rango con energía cinética (Mid-Range-Munition Kinetical Energy, MRM-KE), que contaba con una asistencia misilística para atravesar objetivos basada en la energía cinética. La MRM-CE fue escogida debido a su mayor efectividad contra objetivos secundarios, lo que proveía un arma más versátil. El Ejército de EE. UU. esperaba lograr la capacidad operativa inicial de la XM111 en 2013. No obstante, la MRG fue cancelada en 2009, junto con los futuros sistemas de combate.

#### Armamento secundario
El carro Abrams tiene tres ametralladoras:
- Una ametralladora M2HB calibre 12,7 mm (.50 BMG) frente a la escotilla del comandante. En las variantes M1 y M1A1 esta arma se encuentra en el puesto de armas del comandante. Esto permite que sea manejada desde el interior del tanque. La posterior variante M1A2 está colocada sobre una montura flexible y para su manejo es preciso que el comandante salga hasta su torso fuera del tanque. En los entornos urbanos de Irak fue considerado poco seguro. En plataformas con Puesto de Control Remoto Común de Armas (Common Remotely Operated Weapon Station, CROWS) se puede manejar una ametralladora M2A1 de calibre .50, una M240 y una M249 SAW (de forma similar a la estación de control remoto de armas Protector M151 usada en los vehículos Stryker). Las actuales variantes del equipo de supervivencia urbana del tanque (Tank Urban Survival Kit, TUSK) del tanque M1A2 ya han dejado esto y, en su lugar, tienen escudos transparentes para armas en el puesto de armas del comandante. La versión M1A1 Abrams Integrated Management (AIM) tiene un arma del calibre .50 con una mira térmica para la noche y otra para disparos con baja visibilidad.[99]
- Una ametralladora M240 calibre 7,62 mm (.30) frente a la escotilla del cargador en una montura. A algunas de estas armas contaron con un escudo de armas durante la Guerra de IRak, así como con miras de visión nocturna y para disparos de baja visibilidad.
- Una ametralladora M240 calibre 7,62 mm (.30) en una montura coaxial. Esta ametralladora se dispara con el mismo sistema de control de tiro usado por el cañón principal.
- Opcional. Una segunda ametralladora, la M2HB calibre 12.7 mm, en una montura coaxial que puede ser colocada directamente sobre el cañón principal y ser usada con una plataforma de control remoto del arma que esté como parte del equipo TUSK.

### Sistemas de puntería
El Abrams está equipado con un sistema de control de fuego balístico computarizado que utiliza los datos recogidos por diversas fuentes, como los visores termales o el visor principal del artillero, los procesa y muestra uno de los tres componentes de la solución balística: ángulo, tipo de munición y distancia al blanco. Estos tres componentes se determinan usando un telémetro láser, un sensor anemométrico, tipo y temperatura de la munición, datos sobre la alineación del cañón, temperatura atmosférica, presión barométrica, sensor de boca de fuego y velocidad del blanco. El sistema de control de fuego usa esta información para proporcionar solución de fuego para el artillero. La solución balística generada asegura unas probabilidades de impacto del 95% en distancias normales de combate.
Tanto el comandante como el artillero están capacitados para disparar el cañón. El comandante dispone de controles que le dan prioridad sobre los del artillero (función override o toma de control). Además, el visor térmico independiente para el comandante (CITV en inglés) del M1A2 puede ser usado para localizar blancos y delegarlos en el artillero mientras el comandante busca nuevos objetivos.
En caso de avería o inutilización del sistema de observación principal las armas principal y coaxial pueden ser apuntadas manualmente usando una mira telescópica preapuntada con el cañón principal conocida como visor auxiliar del artillero (Gunner's Auxiliary Sight, GAS). Dicho visor tiene dos retículas intercambiables: una para proyectiles HEAT y MPAT y otra para proyectiles APFSDS. En caso de fallo del sistema hidráulico o del sistema de control de fuego el giro de la torre y la elevación del cañón pueden ser realizados manualmente mediante manivelas.
La ametralladora M2 del comandante se apunta mediante un periscopio de tres aumentos incorporado al sistema de armas del comandante, mientras que en el M1A2 se usa la propia mira de acero de la ametralladora o un sistema de puntería remoto como el CROWS, cuando se usa como parte del kit TUSK. La ametralladora M240 del cargador se apunta mediante las miras de la misma, lo que significa que el cargador tiene que exponerse al fuego enemigo, o con una mira termal montada sobre la ametralladora.

### Movilidad

#### Táctica
El tren motriz del M1 Abrams consiste en una turbina de gas multi-combustible Honeywell AGT1500 (originalmente fabricada por Lycoming), con 1.500 caballos de potencia a 3.000 rpm y 3.950 lb⋅ft (5.360 N⋅m) a 1.000 rpm y una transmisión automática Hydro-Kinetic Allison X-1100-3B de seis velocidades (cuatro adelante, dos atrás) , lo que le da una velocidad máxima gobernada de 45 mph (72 km/h) en carreteras pavimentadas y 30 mph (48 km/h) campo a través. Sin el gobernador del motor, las velocidades de alrededor de 60 mph (97 km/h) son posibles en una superficie mejorada; sin embargo, a velocidades superiores a 45 mph (72 km/h) puede haber daños a la transmisión (especialmente a las vías) y un mayor riesgo de lesiones para la tripulación. El tanque fue construido en torno a este motor y tiene capacidad para varios combustibles; lo que significa que puede ser alimentado con diésel, queroseno, gasolina de cualquier grado y combustible de aviones (como el JP-4 o el JP-8). Por razones logísticas, el JP-8 es el combustible universal del Ejército de Estados Unidos, para flotas de aviones y vehículos. Por otro lado, el australiano M1A1 AIM SA emplea combustible diésel, ya que el JP-8 es menos común en el ejército australiano.
La turbina de gas ha demostrado ser bastante fiable en la práctica y en el combate, pero su alto consumo de combustible es un problema logístico serio (solo la puesta en marcha de la turbina consume casi 38 L de combustible). El motor consume más de 3,9 L cada 1 km (230 L por hora) cuando va campo a través y 38 L por hora cuando está inactivo. La alta velocidad y el chorro a alta temperatura emitido por la parte posterior de los tanques M1 Abrams hace que sea difícil para la infantería seguir al tanque en combate urbano.
Honeywell estaba desarrollando otro motor de turbina de gas con General Electric para el programa XM2001 Crusader, que iba a reemplazar el motor AGT-1500 del Abrams. El nuevo motor LV100-5 era más liviano, más pequeño (43% menos de piezas), con una aceleración rápida, un funcionamiento más silencioso y sin escapes visibles. También consumía un 33% menos de combustible (un 50% menos cuando estaba inactivo). El Programa de Motor Común Abrams-Crusader se canceló cuando se canceló el programa Crusader, sin embargo, la Fase 2 del Programa del Consorcio para Reducir los Costes O&S del Motor (Partnership for Reduced O&S Costs, Engine, PROSE) del Ejército de Estados Unidos solicitó un mayor desarrollo del LV100-5 y reemplazar el actual motor AGT-1500.
General Dynamics ha estado trabajando en un motor diésel para reemplazar el motor de turbina de gas. Es menor que el de turbina, un 14% más barato de operar por kilómetro y tiene un sistema de refrigeración con cuatro ventiladores que reduce la huella de calor del tanque. General Dynamics ha ofrecido el motor diésel Tognum America/12V883 con tracción Diehl 570P3. Este motor representa avances en el diseño de los motores diésel con respecto al primer diseño del Abrams, incluyendo una vía común de inyectores de combustible donde este es presurizado y anatomizado en el cilindro en lugar de ser rociado mecánicamente. También tiene un mayor torque, un sistema de protección química, biológica y nuclear alterado que opera independientemente del motor, consume menos combustible cuando está inactivo, es más silencioso y produce menos calor y menos contaminantes. Incorporar el motor diésel en Abrams disminuiría el costo operativo de un equipo de combate de la brigada blindada en un 14 por ciento por milla, aumentaría su rango de operación de 205 millas a más de 300 millas y usaría la mitad de la cantidad de combustible en un día de combate que el motor de turbina. Las tracciones son una versión de las tracciones del Leopard 2 con diferentes almohadillas de goma y una guía central más grande. El motor y la tracción mejoradas no son parte de un programa de actualización del Ejército de Estados Unidos, pero pueden incluirse en una fase de propuesta de cambio de ingeniería (ECP) a corto plazo.
El Centro de Investigación, Desarrollo e Ingeniería de Automoción de Tanques (United States Army Tank Automotive Research, Development and Engineering Center, TARDEC) desarrolló una unidad de potencia auxiliar (Auxiliar Power Unit, APU) de 100 kg para el M1 Ambrams, para reemplazar un equipo con una batería de 230 kg. La nueva APU también tendrá un consumo de combustible más eficiente que el motor principal del tanque.
Aunque el tanque M1 no está diseñado para transportar pasajeros con facilidad, existen disposiciones para que los Abrams transporten tropas en el desant del tanque con el dispositivo de estabilización de la torre apagado. Un escuadrón de infantería equipado para la batalla puede viajar en la parte trasera del tanque, detrás de la torre. Los soldados pueden usar usar asideros y mosquetones de escalada con cuerdas y correas del equipo para viajar de forma segura. Si se establece contacto con el enemigo, el tanque puede esconderse para permitir que la infantería desmonte.

#### Estratégica
La movilidad estratégica es la habilidad de los tanques de las fuerzas armadas de llegar a un lugar de manera oportuna, rentable y sincronizada. El Abrams puede ser transportado por un C-5 Galaxy o un C-17 Globemaster III. La capacidad limitada (dos tanques preparados para el combate en un C-5 y un tanque listo para el combate en un C-17) causó serios problemas logísticos cuando se desplegaron los tanques en la Guerra del Golfo, aunque hubo suficiente tiempo para transportar 1.848 tanques en barco.
La Fuerza de Tareas Aero-Terrestres de los Marines  (Marine Air Ground Task Force, MAGTF) dispuso de tanques Abrams por barcos de combate. Un buque de la clase Wasp para aterrizaje de helicópteros puede llevar un pelotón de 4 a 5 tanques con la unidad expedicionaria de los marines, que luego son transportados a la playa por barcas Landing Craft Air Cushion (LCAC), que pueden transportar un tanque listo para el combate.
El Abrams también se puede transportar en un vehículo con sistema para el transporte de equipamiento pesado (Heavy Equipment Transport System, HET), como el M1070. Un vehículo HET puede operar en autopistas, carreteras secundarias y campo a través. En el HET también pueden viajar los cuatro miembros de la tripulación del tanque.
El primer caso de un Abrams aerotransportado directamente a un campo de batalla tuvo lugar en octubre de 1993. Tras la batalla de Mogadiscio, 18 tanques M1 fueron aerotransportados por aviones C-5 a Somalia desde el aeródromo militar de Hunter, Georgia.

## Variantes y modernizaciones
- XM1-FSED (Full-Scale Engineering Development): modelo de preproducción. Desarrollo de Ingeniería a Escala Completa. Se produjeron once entre 1977 y 1978. También se les llamó vehículos piloto (Pilot Vehicle, PV) y fueron enumerados del PV-1 al PV-11.
- M1: primera variante de producción. Su fabricación comenzó (en Chrysler) en 1979 y continuó (en General Dynamics) hasta 1985 (fueron construidas 3.273 unidades para Estados Unidos). Los primeros 110 tanques fueron modelos de Producción Inicial de Baja Ratio (Low Rate Initial Production, LRIP) con el nombre de XM1.
  - M1IP (Improved Performance): producido brevemente en 1984 antes del M1A1, contuvo las mejoras y las reconfiguraciones como una nueva torre con un blindaje frontal más grueso, la nueva torre se refiere como torre "larga" en vez de la torre "corta" más vieja, blindaje actualizado de 650mm a 880mm de grosor(se construyeron 894 para los Estados Unidos).
- M1A1: su producción comenzó en 1986 y se prolongó hasta 1992. M1A1 (se construyeron 4976 para el ejército de Estados Unidos, 221 para los "marines", 755 para Egipto y 59 M1A1 AIM SA fueron vendidos a Australia)
  - M1A1HC (Heavy Common): se le añadió blindaje de uranio empobrecido, sistema presurizado NBQ, cajón de repuestos trasero para un mejor almacenamiento de las provisiones y las pertenencias de la dotación, y otras pequeñas mejoras comunes entre los tanques del Ejército y del Cuerpo de Marines.
  - M1A1HA (Heavy Armor): se han añadido componentes de blindaje de uranio empobrecido de 1.ª generación. Algunos tanques fueron actualizados más tarde con componentes de blindaje de uranio empobrecido de 2.ª generación, y son designados extraoficialmente M1A1HA.
  - M1A1D (Digital): una actualización digital para el M1A1HC, para mantenerse al tanto de M1A2 SEP, fabricado en cantidad para sólo 2 batallones.
  - M1A1AIM v.1 (Abrams Integrated Management): un programa de reacondicionamiento de viejas unidades para que estuviesen como originalmente;[5] los tanques fueron mejorados con visión trasera infrarroja (Forward-Looking Infra-Red, FLIR) y sensores localizadores de objetivos lejanos, un teléfono para la infantería del tanque, equipo de comunicaciones, incluyendo FBCB2 y Blue Force Tracking para reconocimiento situacional, y una mira térmica para la ametralladora de calibre .50.[99]
  - M1A1AIM v.2 / M1A1 SA (Situational Awareness): actualizaciones similares a los tanques AIM v.1 nuevos componentes de blindaje de uranio empobrecido de 3.ª generación. 59 M1A1AIM SA fueron vendidos a Australia.
  - M1A1FEP (Firepower Enhancement Package): actualización similar a AIM v.2 para los Marines.
  - M1A1KVT (Krasnovian Variant Tank): M1A1 modificados para parecerse a carros de fabricación soviética para ser usados en el Centro Nacional de Instrucción. Están equipados con MILES (Multiple Integrated Laser Engagement System) y un dispositivo Hoffman (simulador de disparo de carro)
  - M1A1M: Una variante para la exportación encargada por el Ejército de Irak.[116]
  - M1A1SA (Special Armor): configuración para el Ejército de Marruecos.[117]
- M1A2: su producción comenzó en 1986 y entró en servicio en 1992.[118] (77 construidos para Estados Unidos y más de 600 M1 actualizados a M1A2, 315 para Arabia Saudita, 218 para Kuwait). El M1A2 ofrece al comandante del tanque una visión térmica independiente y la capacidad de, en secuencia rápida, apuntar y disparar a dos blancos sin la necesidad de adquirir cada uno secuencialmente. Dispone de componentes del blindaje con uranio empobrecido de 2.ª generación.[5]
  - M1A2 SEP (System Enhancement Package): modernizado con blindaje añadido de uranio empobrecido de 3.ª generación con cubierta de grafito. Se construyeron 240 nuevos, y 300 M1A2 estadounidenses, así como 250 egipcios (en dos lotes de 125) fueron modernizados a M1A2 SEP.
  - M1A2S (Saudi Package): variante de Arabia Saudí, que es una actualización del M1A2 basada en el M1A2 SEP, con algunas mejoras, como el blindaje de uranio empobrecido, que se consideraba escaso (442 M1A2 actualizados a M1A2S).[119][120]
  - M1A2 SEPv2: se le añadió el Puesto de Control Remoto Común de Armas (Common Remotely Operated Weapon Station, CROWS) con una interfaz mejorada con colores, un nuevo sistema operativo, blindajes frontal y laterales mejorados con ERA (equipo TUSK), un teléfono para la infantería como estándar y una modernización de la transmisión para una mayor durabilidad.[121]
  - M1A2 SEPv3: ha aumentado la generación y distribución de la energía, mejores comunicaciones y redes, un nuevo Sistema de Gestión de Salud del Vehículo (Vehicle Health Management System, VHMS) y una gama de módulos reemplazables (Line Replaceable Modules, LRMs) para mejorar el mantenimiento, enlace de datos para la munición (Ammunition DataLink, ADL) para las cargas programables, equipo blindado para encontrar artefactos explosivos improvisados, FLIR mejorado con infrarrojos de media y larga distancia, un CROWWS RWS de perfil bajo y una unidad de potencia auxiliar bajo el blindaje para la electrónica mientras el motor está parado, distinción visual de la versión por un pequeño escape en la parte trasera izquierda. El empleo de la Plataforma de Comando de Combate Conjunto (Joint Battle Command Platform) le permite a la tripulación estar rápidamente actualizado acerca de su posición en el área de combate aunque se esté en constante movimiento, se conseguirán ventajas decisivas tanto en la guerra convencional como en la contrainsurgencia.[122] Los prototipos empezaron a probarse en 2015,[123][121][124] y el primero fue entregado en octubre de 2017.[125] Se espera probarlo en un campo a comienzos de 2020.[126]
  - M1A2-K: en desarrollo. Variante única para el Ejército de Kuwait, para sustituir la actual flota de M1A2.[127]
  - M1A2 SEPv4: en desarrollo de ingeniería con entrega prevista para comienzos de 2020. La vista principal del comandante, también conocida como el visor térmico independiente del comandante, y la mira principal del operario del cañón se mejorarán con nuevos sensores. Las mejoras incluyen nueva tecnología de telémetro láser, cámaras a color, redes integradas a bordo, nuevos anillos deslizantes, sensores meteorológicos avanzados, enlaces de datos de municiones, receptores de detección/advertencia láser, sensores de visión trasera y capacidad para disparar cargas mucho más letales y polivalentes (AMP) de 120 mm diseñada para vencer al sistema de protección Afghanit del T-14. Una actualización de letalidad se centrará en un nuevo sensor de imágenes infrarrojas de nueva generación, que puede detectar mejor las localizaciones enemigas incluso a distancias más lejanas a través de varios obscurantes. También integrará mejor el sistema de protección activa Trophy israelí y sistema de protección activa de Raytheon "Quick Kill".[128][129][130][131]
- M1A3: en desarrollo de investigación.[18][19] Las mejoras incluyen un cañón más liviano de 120 mm, ruedas adicionales con suspensión mejorada, una pista más duradera, armadura más liviana, armamento de precisión de largo alcance y cámara infrarroja y detectores láser. También se desea un nuevo sistema informático interno, con el cableado actual reemplazado por líneas de fibra óptica que podrían disminuir el peso en unas dos toneladas.[132] Se cree que tendrá un nuevo motor diésel, en lugar del de turbina de gas usado en las anteriores variantes del M1.[133]
- M1A2 Hércules: vehículo de recuperación y de ingenieros que incorpora los elementos motores del M1A2.[134]
- M1 TTB (Tank Test Bed): prototipo con torre no tripulada. Tres miembros de la tripulación en una cápsula blindada en la parte delantera de la barcaza, cañón de ánima lisa de 120 mm derivado del M256, sistema de carga mecánico bajo la torre. Nunca probado en un campo.
- CATTB (Component Advanced Technology Test Bed): un modelo experimental con un cañón más liviano de 120 mm de ánima lisa.[135] Tenía un sistema de carga mecánico en la torre. Un motor nuevo y probablemente otras mejoras. Nunca se desplegó. El tanque entró en ensayos entre 1987 y 1988.
- M1 Grizzly Combat Mobility Vehicle (CMV).[134][136]
- M1 Panther II: vehículo de desactivación de minas por control remoto, rodillo antiminas al frente y el Sistema Estandarizado de Teleoperaciones.[137]
- M104 Wolverine: vehículo lanzapuentes blindado.[138]
- Joint Assault Bridge (JAB): vehículo lanzapuentes blindado basado en el chasis del M1 Abrams. Se espera que alcance la producción inicial en baja ratio 2019 para reemplazar al M60 AVLB y al M104 Wolverine.[139]
- M1 Mine Clearing Blade System: vehículo de limpieza de minas por arado o rodillo M1.
- M1 Assault Breacher Vehicle: variante de combate para el Cuerpo de Marines de los Estados Unidos. Está basado en el chasis del M1A1. El Assault Breacher Vehicle tiene una variedad de sistemas instalados, como un arado de mina de ancho completo, dos cargas de demolición lineal y un sistema de marcación de carril. Se ha instalado una armadura reactiva en el vehículo que brinda protección adicional contra las armas de alto poder explosivo basadas en ojivas antitanques. La torre ha sido reemplazada por una nueva más pequeña con dos lanzadores MICLIC en su parte posterior. Una ametralladora M2HB .50 en una estación de armas remota está montada en la cúpula del comandante y un lanzagranadas está instalado a cada lado de la superestructura para cubrir el arco frontal para autoprotección.[140][141]
- M1 Armored Recovery Vehicle: vehículo de recuperación y de ingenieros blindado. Sólo se construyó un prototipo.

### Especificaciones de las variantes
| Modelo      | M1      | M1IP    | M1A1    | M1A2    | M1A2 SEP |
| ----------- | ------- | ------- | ------- | ------- | -------- |
| Longitud    | 9,77 m  | 9,77 m  | 9,77 m  | 9,77 m  | 9,77 m   |
| Anchura     | 3,66 m  | 3,66 m  | 3,66 m  | 3,66 m  | 3,66 m   |
| Altura      | 2,37 m  | 2,37 m  | 2,44 m  | 2,44 m  | 2,44 m   |
| Vel. máxima | 72 km/h | 72 km/h | 67 km/h | 67 km/h | 68 km/h  |
| Autonomía   | 498 km  |         | 465 km  | 391 km  |          |
| Peso        | 55,7 t  | 57 t    | 61,3 t  | 62,1 t  | 63 t     |
| Armamento   | 105 mm  | 105 mm  | 120 mm  | 120 mm  | 120 mm   |
| Tripulación | 4       | 4       | 4       | 4       | 4        |

### Equipo de supervivencia urbana para M1A2

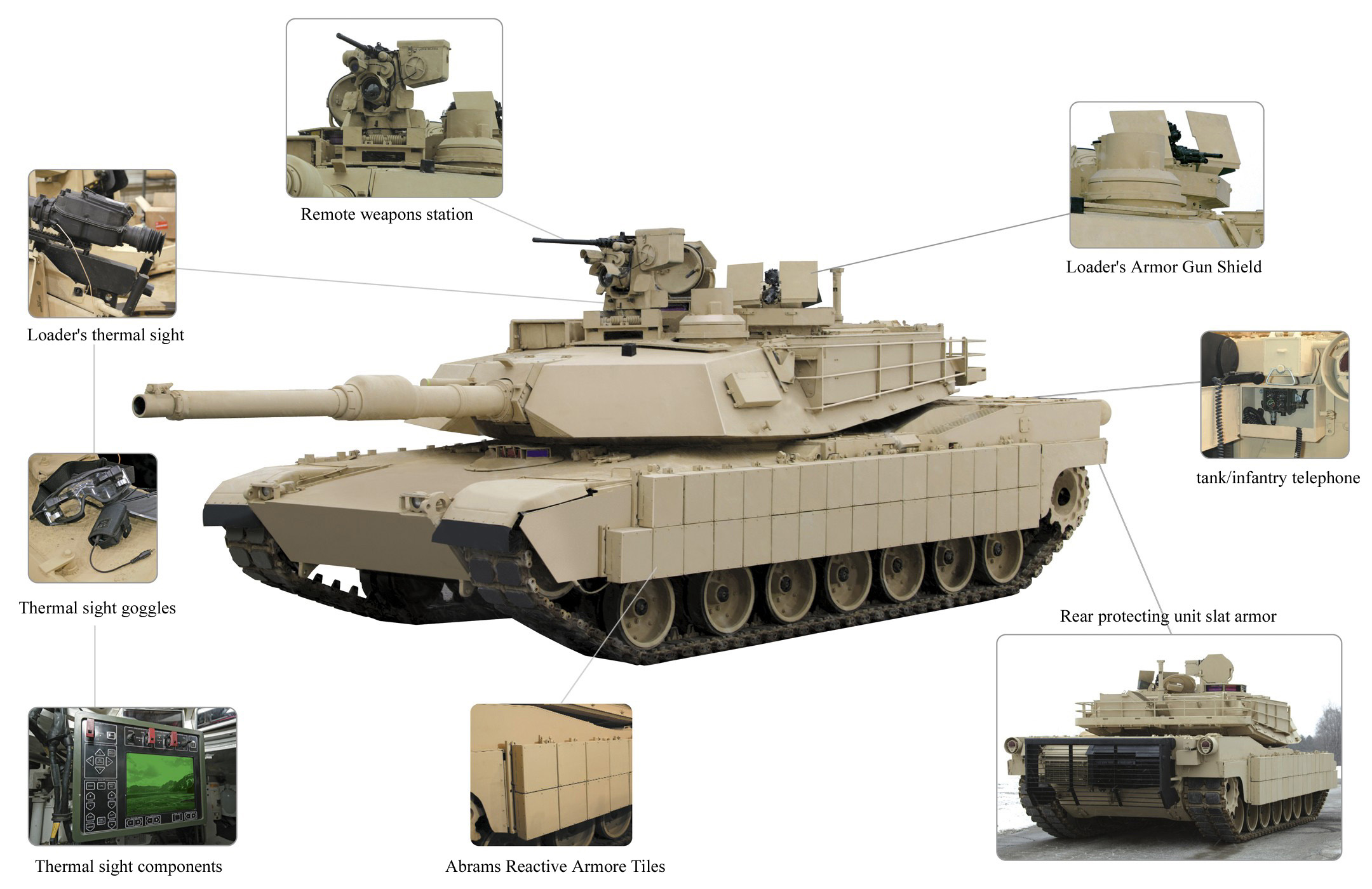
M1A2 con TUSK.

El equipo de supervivencia urbana (Tank Urban Survival Kit, TUSK), incluye una serie de mejoras del M1 Abrams para mejorar su capacidad de combatir en entornos urbanos. Históricamente los combates urbanos y en entornos cerrados han constituido el peor lugar para los carros debido a que el blindaje de la parte frontal del carro es mucho más grueso que el de sus costados, o de la parte superior o trasera. En entornos urbanos un carro puede ser atacado desde cualquier dirección, y los atacantes pueden acercarse lo suficiente como para conseguir garantías de impacto en los puntos débiles del blindaje del carro, o situarse lo suficientemente altos como para impactar en la parte superior del vehículo.
Las mejoras en el blindaje incluyen blindaje reactivo en los lados del carro y blindaje de jaula en la parte posterior con el fin de protegerse contra cohetes y otros tipos de proyectiles de carga conformada.
A la ametralladora M240B de 7,62 mm del cargador situada en la parte superior se le añadió un escudo, un visor térmico y una torre Kongsberg Gruppen controlada remotamente que lleva una ametralladora de calibre.50 que sustituye a la que llevaba originalmente el comandante del carro. La infantería de apoyo puede comunicarse con el comandante del carro mediante un teléfono situado en el exterior.
El sistema TUSK puede ser instalado in situ sin necesidad de trasladar el carro a un centro de mantenimiento.
Aunque el blindaje reactivo puede ser superfluo para la mayor parte de las situaciones de una guerra de maniobras, el blindaje de jaula, el escudo del cargador, el teléfono de infantería y la torre Kongsberg Gruppen con control remoto se añadirán con el tiempo a todos los M1A2.
Además, como parte de este kit se puede instalar un escudo transparente, como se ha visto aplicado a algunos Abrams en servicio en Irak.
El 29 de agosto de 2006, General Dynamics Land Systems recibió un pedido del ejército de Estados Unidos por valor de 45 millones de dólares para adquirir 505 equipos TUSK para los Abrams desplegados en Irak. El Ejército de Estados Unidos hizo un contrato con General Dynamics Armament and Technical Products (GDATP) de 30 de millones de dólares para producir equipos con blindajes reactivos para los M1A2. Las lamas reactivas del M1 se producirán en el Centro Tecnológico de Burlington de GDATP. Las lamas se producirán en las instalaciones de blindaje reactivo de la compañía en Stone County Operations, McHenry, Misisipi. El 8 de diciembre de 2006, el Ejército de Estados Unidos hizo un contrato con GDLS de 11,3 millones de dólares para colocar un localizador de artefactos explosivos improvisados a los TUSK de los M1A1 y M1A2. En diciembre, GDLS recibió otro encargo de 48 millones de dólares, para miras térmicas de los cargadores como parte de las mejoras del sistema TUSK para los tanques Abrams M1A1 y M1A2.

## Usuarios

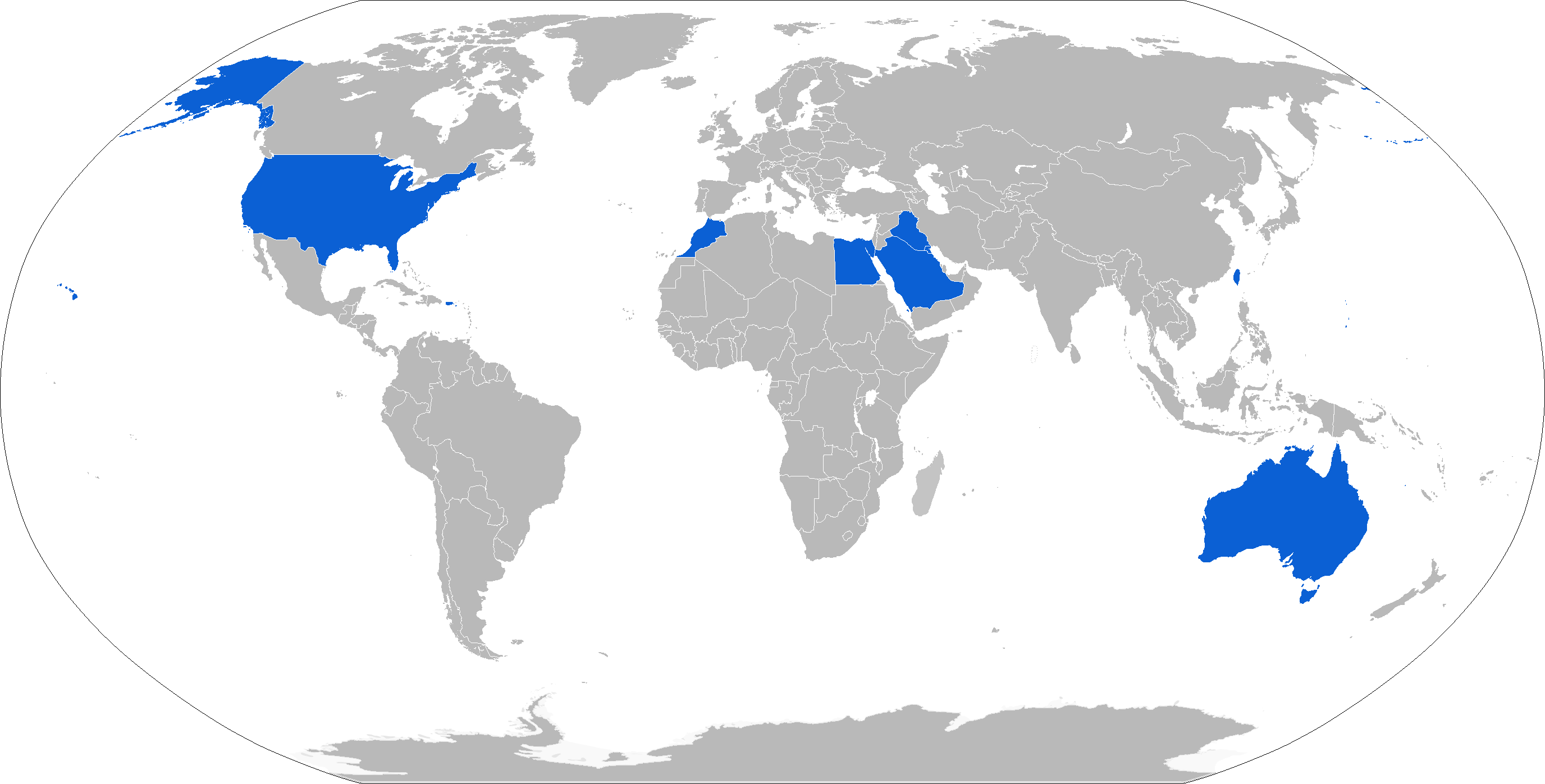
Operadores del M1 Abrams.

Se estima que al menos más de 10.200 carros Abrams han sido fabricados (en Estados Unidos o en Egipto bajo licencia); incluyendo los destinados para ventas a usuarios extranjeros.

### Actuales
Estados Unidos
- Guardia Nacional de los Estados Unidos 3,000 (2023)[145]
- Ejército de los Estados Unidos: 3,000 operativos (2023)[145]
- Cuerpo de Marines de los Estados Unidos 502 M1A2 operativos (2023)

 Arabia Saudita
373 carros Abrams que serán actualizados a la versión M1A2S.
 Australia
59 carros M1A1 AIM SA comprados a Estados Unidos en 2006 para reemplazar los Leopard AS1 en 2007.
 Egipto
Ejército Egipcio. 1130 operativos M1A1 en el Ejército Egipcio.
 Irak
280 M1A1M pedidos. 140 para ser entregados entre 2010 y 2011. Se estima que pueden llegar a encargar un total de 700 carros. Actualmente disponen de 22 carros arrendados para entrenamiento y 172 en servicio. Un carro destruido en combate.
 Kuwait
218 M1A2 en Actualización  En nombre del Jefe del Estado Mayor General del Ejército, una delegación de la Fuerza Terrestre de Kuwait encabezada por el Subcomandante de la Fuerza Terrestre, General de Brigada Abdullah Ali Al-Jaba'a, acompañada por varios oficiales al mando, asistió a la ceremonia oficial de recepción por parte del ejército kuwaití del primer tanque M1A2K en los EE. UU. El M1A2K reemplazará gradualmente la flota actual de 218  M1A2 Abrams  entregados entre 1994 y 1997, como estaba previsto en 2017. En diciembre de 2016, la Agencia de Cooperación para la Seguridad de la Defensa de los Estados Unidos anunció una posible venta militar extranjera al Gobierno de Kuwait para la recapitalización de 218 tanques M1A2 y equipos, apoyo y capacitación relacionados.  El costo estimado es de 1.700 millones de dólares.
 Marruecos
250 M1A1 Special Armor que están siendo entregados, de los que 150 están modernizados al estándar M1A2 SA por General Dynamics Land Systems. Adicionalmente el DSCA ha ofrecido a Marruecos otros 162 M1A2 actualizados al standar SEPv3 y modernizar los carros de combate ya disponibles en el ejército de Marruecos
 Ucrania
En el año 2023, en el marco de la Invasión rusa de Ucrania, Estados Unidos donó 31 tanques M1A1 SA a Ucrania para reforzar su flota de tanques.

### Posibles
Brasil
Tras la designación de Brasil como uno de los mayores aliados no-OTAN por el gobierno de Donald Trump en 2019, el gobierno de los Estados Unidos ofreció a las Fuerzas Armadas de Brasil diferentes materiales y equipamientos en sus existencias. Este país está principalmente interesado en adquirir prontamente entre 110 y 130 unidades del modelo M1A1, los cuales serían actualizados en territorio estadounidense para luego ser operados como el Carro de Combate Principal en sustitución de los Leopard 1V5 activos y por los próximos 20 años.
 Grecia
Unos 400 carros M1A1 han sido ofrecidos a Grecia por el gobierno estadounidense, de los cuales se cree que entre 95-117 pudieran ser adquiridos, a pesar de su muy desfavorable situación económica.
 República de China
recibió 38 unidades de Abrams M1A2T de 108 ,el gobierno taiwanés está considerando reemplazar a sus ya obsoletos M47A7ROC por un pedido de entre 200 a 350 M1A1 usados, directamente importados desde Estados Unidos.
Colombia
Colombia, a través de su  viceministerio de la Defensa para la estrategia y planeación, liderado por Jairo García, ha indagado en EEUU por el tanque principal de batalla (MBT) GDLS M1A2. Para tales efectos el  viceministro García, en compañía de un alto oficial del Ejército Colombiano, ha  realizado los contactos para establecer posibles  condiciones de negociación, en torno a estos vehículos de combate.
El interés de Colombia está fundamentado en la avanzada obsolescencia de una parte  considerable de sus medios blindados, entre ellos el vehículo de combate de  infantería EE-9 Cascavel, principal sistema de su caballería, con 40 años de servicio  ininterrumpido  y con la mayoría de las unidades ya fuera de servicio.
Renovación del parque blindado
De igual manera, y frente  a la reciente donación de 145 vehículos Textron M1117 y a la compra hace un década  de 32 GDLS LAV-III, Colombia espera con los M1A2 (si se concreta este interés) renovar por completo su flota blindada, estandarizándola con  modelos de fabricación estadounidense, incorporando de paso, doctrinas y  procedimientos de despliegue de ese país.
La aprobación a una  posible negociación en torno a este MBT,  por parte de los Estados Unidos, estaría basada en la reciente situación geopolítica  mundial (invasión de Ucrania) y a la constante amenaza sobre la soberanía colombiana por parte de las Fuerzas  Armadas Nacionales Bolivarianas de Venezuela (Fanbv), aliadas estratégicas de Rusia en Latinoamérica.
Cabe recordar que  Colombia será declarada este mes como aliada preferente de la OTAN por parte de los  Estados Unidos, países ambos con estrechas relaciones en materia de defensa y  seguridad.

### Frustrados
Perú
Para mayo de 2013, el M1A1 Abrams fue seleccionado como uno de los competidores en la elección del reemplazo para el T-55 en el país entre otros candidatos potenciales. Según se asigne la partida, se adquirirían al menos 120 o 170 carros. El Abrams compite contra los diseños rusos T-80U y el T-90S, los diseños alemanes Leopard 2A4 y Leopard 2A6, y el diseño ucraniano T-84 Oplot. Para septiembre del 2013, tan sólo el M1A1 Abrams, los diseños rusos T-80U y el T-90S,  y el diseño ucraniano T-84 Oplot se mantenían en la competición. La competición para la sustitución de los T-55 quedó indefinidamente suspendida.

### Vehículos similares
- Leopard 2A7+
- M2020
- Tipo 99
 MBT-3000
- T-14 Armata
- AMX-56 Leclerc
- T-90
- Zulfiqar
- Merkava
- Tipo 90
 Tipo 10
- K1M
 K2 Black Panther
- Challenger 2

### Listas relacionadas
- Anexo:Tanques de combate principal por generación